# Androcymbium capense
Androcymbium capense är en tidlöseväxtart som först beskrevs av Carl von Linné, och fick sitt nu gällande namn av George Claridge Druce. Androcymbium capense ingår i släktet Androcymbium och familjen tidlöseväxter. Inga underarter finns listade i Catalogue of Life.